# ローマ・ポルタ・サン・パオロ駅
ローマ・ポルタ・サン・パオロ駅（Stazione di Roma Porta San Paolo）は、イタリア ローマのATAC ローマ＝リード線のローマ都心側起点駅である。地下鉄B線 ピラーミデ駅に隣接し、乗客は出場せずに乗換可能である。また、イタリア鉄道 ローマ・オスティエンセ駅との乗換駅でもあり、動く歩道が設置されている地下通路で接続されている。駅舎には切符売り場のほか、売店と喫茶店がある。駅舎西側に隣接してポルタ・サン・パオロ鉄道博物館がある。
ポルタ・サン・パオロ駅は、1918年12月30日にイタリア王国第3代国王ヴィットーリオ・エマヌエーレ3世が臨席して起工し、翌1919年から建設工事が始まった。駅舎は建築家マルチェッロ・ピアチェンティーニの設計で、コンコースの内装はGiulio Rossoの手によるものである。1924年8月10日に竣工し、開業初日にはベニート・ムッソリーニ首相が記念列車に乗車し完成を祝った。

## 周辺
駅前に古代ローマ時代のオスティエンセ街道の起点であったサン・パオロ門（オスティエンセ門）がある。また、紀元前1世紀に建てられた執政官の墓ガイウス・ケスティウスのピラミッドも駅前にある。